# New Orleans Preachers
New Orleans Preachers (NOP) est un groupe de jazz Nouvelle-Orléans français, originaire de Lorraine. 

## Biographie
Il est formé en 1965 par Gilles Pernet (piano) et Jean-Claude Maire (batteur et animateur), avec Étienne Florentin à la trompette, Paul Jobas au trombone, Alain Chamagne à la contrebasse. En plus de quarante ans, l'orchestre a développé un répertoire immense. Dans ce répertoire, les NOP ont accompagné des solistes comme Bill Coleman, Nelson Williams, Harold Singer, Mickey Baker, Sam Woodyard, Sun Ra, Memphis Slim, et Champion Jack Dupree, entre autres. Jean-Pierre Douche (alias Barney Bigard), jouera avec eux pendant 20 ans.
En 1992, le groupe forme son brass band. Les NOP reviennent à la tradition des parades de La Nouvelle-Orléans dans de nombreuses villes comme Paris, Strasbourg, Fréjus, Sainte-Maxime, Maubeuge, La Grande-Motte, Nancy, Metz, Sarrebruck, Arlon, Pont-à-Mousson, Thionville, Uzès, Le Mans, Luxembourg, etc.
Ils ont aussi joué dans nombreux festivals de jazz : Nancy Jazz Pulsations (depuis 1973), festival Oloron Sainte Marie, Landsthul Burg Manstein, Swinging Lautern, Stroossefestival, Vittel Festival de La Guitare, Festival de Jazz d'Antibes Juans les Pins, Festival Vache de blues, et Festival de Petite Pierre. En 2013, le groupe revient aux Nancy Jazz Pulsations.